# László Németh
László Németh (* 18. April 1901 in Nagybánya, Österreich-Ungarn; † 3. März 1975 in Budapest) war ein ungarischer Schriftsteller.

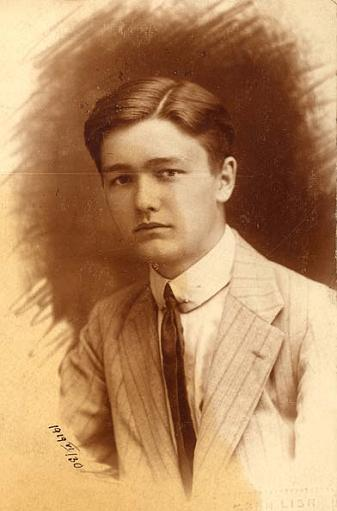
László Németh (1919)

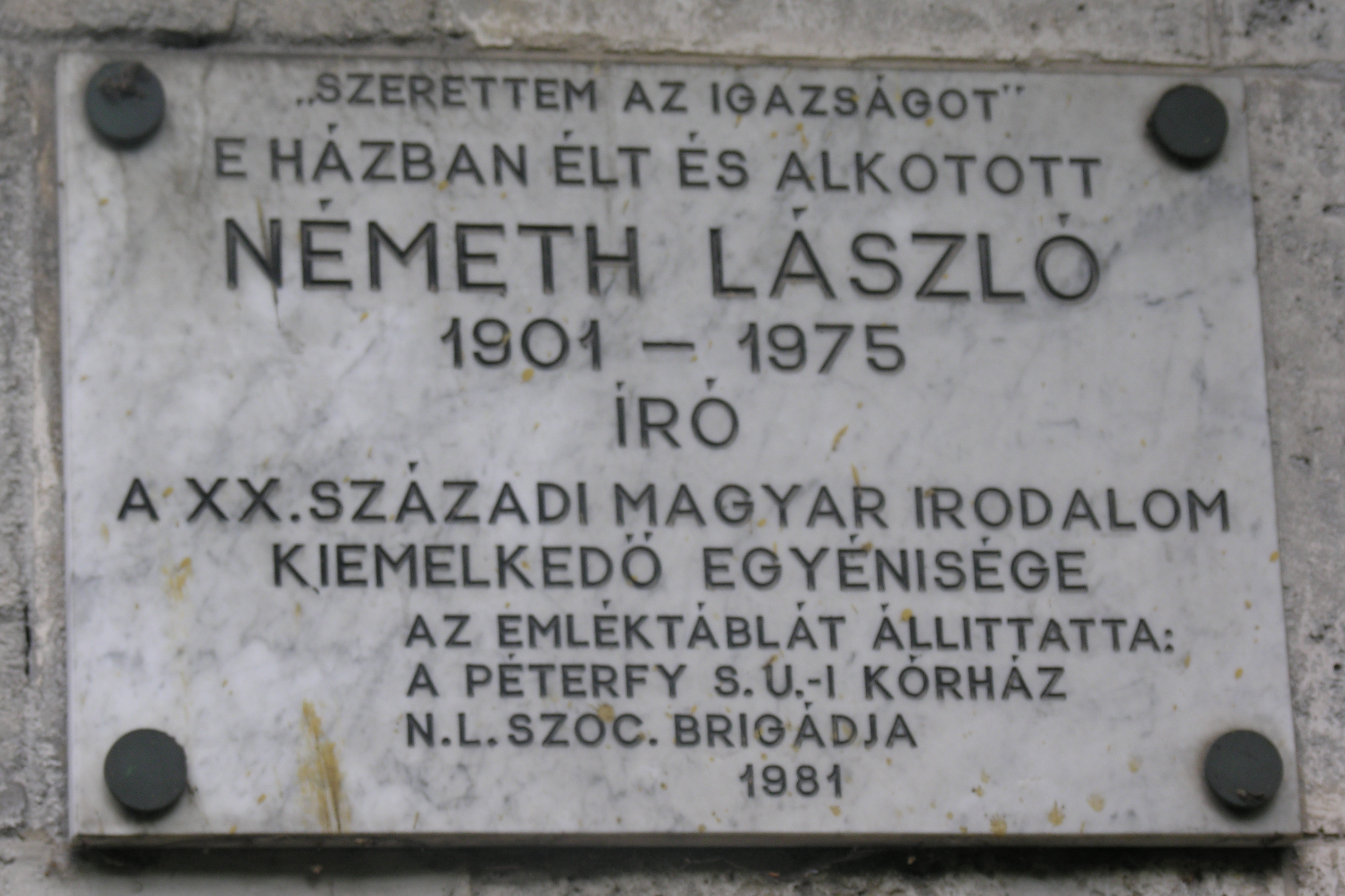
László Németh
Gedenktafel in Budapest

## Leben
Sein Vater, József Németh (1873–1946), war Gymnasiallehrer in Nagybánya in Siebenbürgen. Seine Mutter, Vilma Gaál (1879–1957), stammt aus einer Beamtenfamilie.
Zu Weihnachten 1925 heiratete er Ella Démusz (1905–1989), die Tochter des Gastwirts János Démusz. Zwischen 1926 und 1944 bekamen sie sechs Töchter, zwei von ihnen lebten nur kurz.
Er starb am 3. März 1975 infolge einer Gehirnblutung.

### Studium
1904 zog seine Familie nach Szolnok und 1905 nach Budapest. Die Grundschule (1907–11) und das Gymnasium (1911–17) absolvierte er hier. 1919 studierte er ungarische und französische Literatur, 1920 fing er mit Medizin an. 1925 schloss er die Universität als Zahnarzt ab. Später öffnete er seine eigene Zahnarztpraxis. Er arbeitete auch als Schularzt.
Németh beherrschte 11 Sprachen und war ein hervorragender Übersetzer.

### Schriftstellerische Tätigkeit
Im Dezember 1925 gewann er den ersten Preis beim Wettbewerb für Kurzgeschichten der Zeitschrift Nyugat mit seiner Bauerngeschichte Frau Horváth stirbt. Seit 1926 erschienen Artikel und Buchbesprechungen in verschiedenen Zeitschriften wie Nyugat, Protestáns Szemle („Protestantische Rundschau“) und Társadalomtudomány („Gesellschaftswissenschaft“). 1929 erschien in der Zeitschrift Napkelet („Osten“) sein erster Roman, die Menschliche Komödie.
Ab dem Jahr 1932 gab er seine eigene Zeitschrift mit dem Titel Tanú („Zeuge“) heraus, in der er alleine schrieb. Bis 1937 erschienen 17 Ausgaben. Zwischen 1934 und 1935 leitete er die Literaturabteilung des Ungarischen Rundfunks. 1934 erschien sein erstes Buch mit dem Titel Mensch und Rolle.

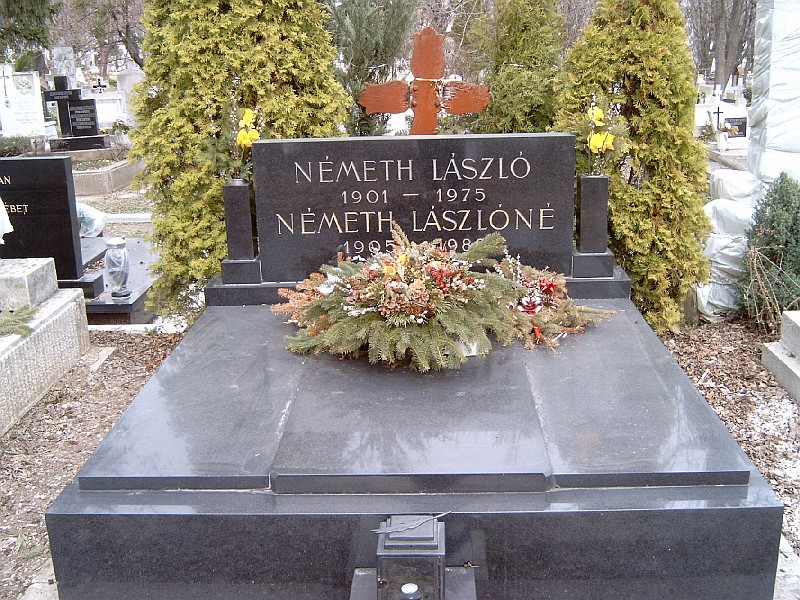
Grab auf dem Farkasréti temető

1938 führte das Nationaltheater sein erstes Bühnenstück Beim Blitzlicht auf, ein Jahr später sein großes historisches Drama Gregor der Siebte.
1943 ging er als Arzt in Rente. In dieser Zeit lebte er als freier Schriftsteller, vor allem als Essayist und Kritiker.
Während der deutschen Besetzung Ungarns 1944 bis 1945 schrieb er keine Zeile. Nach Kriegsende zog er mit seiner Familie nach Békés.
1945–48 lehrte er am Gymnasium von Hódmezővásárhely ungarische Literaturgeschichte und Mathematik. 1946 bekam er vom Kultusministerium den Auftrag, das Curriculum der neuen „Schule der Werktätigen“ auszuarbeiten.
1951 wurde er für die Übersetzung von Anna Karenina mit dem „József-Attila-Preis“ ausgezeichnet. 1957 erhielt er den Kossuth-Preis; das Preisgeld stiftete er der Bibliothek des Gymnasiums von Hódmezővásárhely. In der letzten Phase seiner schriftstellerischen Tätigkeit ließ er sich in Tihany nieder. 1965 erhielt er den Herder-Preis. 1969 wurde sein Lebenswerk neu verlegt.
Sein Gesamtwerk umfasst neun Romane, mehr als 20 Dramen und etwa 15 Essaybände.
Die „László-Németh-Gesellschaft“ hat in Hódmezővásárhely eine kleine Gedenkstätte eingerichtet.

## Auf Deutsch erschienene Romane
- Abscheu: Roman (Iszony, 1947)
- Wie der Stein fällt (Iszony, 1947)
- Esther Egetö (Égető Eszter, 1948)
- Erbarmen (Irgalom, 1970)
- Maske der Trauer
- Sünde (Bűn)
- Trauer (Gyász, 1935)

## Dramen (Auswahl)
- Frau Bodnár (Bodnárné, 1931)
- Joseph der Zweite (II. József)
- Gregor der Siebte (VII. Gergely)
- Beim Blitzlicht (Villámfénynél)
- Aussterbende Ungarn (Pusztuló magyarok, 1936–1946)
- Pantoffelheld (Papucshős, 1938)
- Tag der Elisabeth (Erzsébet-nap, 1940–1946)
- Széchenyi (1946)
- Buße (Eklézsia-megkövetés, 1946)
- Jan Hus (Husz János, 1948)
- Galilei (1953)
- Der Verräter (Az áruló 1954)
- Petőfi in Mezőberény (Petőfi Mezőberényben, 1954)
- Apáczai (1955)
- Die zwei Bolyais (A két Bolyai, 1961)
- Falle (Csapda)
- Der Tod von Gandhi (Gandhi halála)
- Vier Propheten (Négy próféta)
- Reise (Utazás, 1961)
- Große Familie (Nagy család)
- Kampf gegen den Wohlstand (Harc a jólét ellen, 1964)

## Verfilmungen
- 1965: Iszony (Regisseur: György Hintsch)
- 1972: Gyász (Pál Zolnay)
- 1973: Irgalom (5 Episoden)
- 1977: Galilei (Ottó Ádám)
- 1978: A két Bólyai (Ottó Ádám)
- 1985: II. József (Ottó Ádám)
- 1986: Villámfénynél (Ottó Ádám)
- 1989: Égető Eszter (György Hintsch)
- 2006: A két Bolyai (Csaba Bereczky)